# برکلی الو بونکر
برکلی الو بونکر (به انگلیسی: Berkeley L. Bunker) سناتور سابق عضو حزب دموکرات ایالات متحده آمریکا بود. وی در سال ۱۹۴۰ تا ۱۹۴۲ میلادی سناتور ایالت نوادا در سنای ایالات متحده آمریکا بود.